# Pervomaiske, Velîka Oleksandrivka
Pervomaiske (în ucraineană Первомайське) este un sat în așezarea urbană Bila Krînîțea din raionul Velîka Oleksandrivka, regiunea Herson, Ucraina.

## Demografie
Componența lingvistică a localității Pervomaiske
     Ucraineană (94,77%)
     Rusă (5,23%)
Conform recensământului din 2001, majoritatea populației localității Pervomaiske era vorbitoare de ucraineană (94,77%), existând în minoritate și vorbitori de rusă (5,23%).